# NGC 2550A
NGC 2550A је спирална галаксија у сазвежђу Жирафа која се налази на NGC листи објеката дубоког неба.
Деклинација објекта је + 73° 44' 53" а ректасцензија 8h 28m 39,1s. Привидна величина (магнитуда) објекта NGC 2550 износи 12,7 а фотографска магнитуда 13,4. NGC 2550A је још познат и под ознакама UGC 4397, MCG 12-8-43, CGCG 331-43, KUG 0823+739, IRAS 08230+7354, PGC 23781.